# Sericoides variegata
Sericoides variegata är en skalbaggsart som beskrevs av Germain 1863. Sericoides variegata ingår i släktet Sericoides och familjen Melolonthidae. Inga underarter finns listade i Catalogue of Life.